# Charagmophorus umedai
Charagmophorus umedai es una especie de coleóptero de la familia Lucanidae.

## Distribución geográfica
Habita en Venezuela.